# Enicospilus streblus
Enicospilus streblus là một loài tò vò trong họ Ichneumonidae.